# Melanococcus senticosus
Melanococcus senticosus är en insektsart som beskrevs av Williams 1985. Melanococcus senticosus ingår i släktet Melanococcus och familjen ullsköldlöss. Inga underarter finns listade i Catalogue of Life.